# Nueva Helvecia
Nueva Helvecia è una città del dipartimento di Colonia in Uruguay. La città si trova nella parte meridionale dell'Uruguay a pochi chilometri dall'Oceano Atlantico.
La città si pensa sia stata fondata il 24 aprile 1862 da immigrati tedeschi, austriaci ma soprattutto svizzeri. Infatti, in spagnolo, Nueva Helvecia significa "Nuova Svizzera". La città è una grande produttrice di latte.